# Malpartida de la Serena
Malpartida de la Serena je španělská obec situovaná v provincii Badajoz (autonomní společenství Extremadura).

## Poloha
Obec je vzdálena 151 km od města Badajoz. Patří do okresu La Serena a soudního okresu Castuera.

## Historie
V roce 1834 se obec stává součástí soudního okresu Castuera. V roce 1842 čítala obec 426 usedlostí a 1 546 obyvatel.

## Odkazy

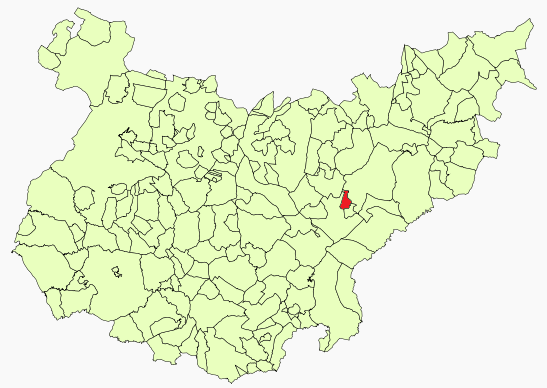
Poloha obce v provincii Badajoz

## Demografie
| Populace obce Malpartida de la Serena z let (1842–2010) | Populace obce Malpartida de la Serena z let (1842–2010) | Populace obce Malpartida de la Serena z let (1842–2010) | Populace obce Malpartida de la Serena z let (1842–2010) | Populace obce Malpartida de la Serena z let (1842–2010) | Populace obce Malpartida de la Serena z let (1842–2010) | Populace obce Malpartida de la Serena z let (1842–2010) | Populace obce Malpartida de la Serena z let (1842–2010) | Populace obce Malpartida de la Serena z let (1842–2010) | Populace obce Malpartida de la Serena z let (1842–2010) | Populace obce Malpartida de la Serena z let (1842–2010) | Populace obce Malpartida de la Serena z let (1842–2010) | Populace obce Malpartida de la Serena z let (1842–2010) | Populace obce Malpartida de la Serena z let (1842–2010) | Populace obce Malpartida de la Serena z let (1842–2010) | Populace obce Malpartida de la Serena z let (1842–2010) | Populace obce Malpartida de la Serena z let (1842–2010) | Populace obce Malpartida de la Serena z let (1842–2010) |
| ------------------------------------------------------- | ------------------------------------------------------- | ------------------------------------------------------- | ------------------------------------------------------- | ------------------------------------------------------- | ------------------------------------------------------- | ------------------------------------------------------- | ------------------------------------------------------- | ------------------------------------------------------- | ------------------------------------------------------- | ------------------------------------------------------- | ------------------------------------------------------- | ------------------------------------------------------- | ------------------------------------------------------- | ------------------------------------------------------- | ------------------------------------------------------- | ------------------------------------------------------- | ------------------------------------------------------- |
| 1842                                                    | 1857                                                    | 1860                                                    | 1877                                                    | 1887                                                    | 1897                                                    | 1900                                                    | 1910                                                    | 1920                                                    | 1930                                                    | 1940                                                    | 1950                                                    | 1960                                                    | 1970                                                    | 1981                                                    | 1991                                                    | 2001                                                    | 2010                                                    |
| 1 546                                                   | 1 769                                                   | 1 582                                                   | 1 489                                                   | 1 731                                                   | 1 842                                                   | 1 776                                                   | 1 999                                                   | 2 044                                                   | 2 124                                                   | 2 186                                                   | 2 228                                                   | 1 802                                                   | 1 256                                                   | 989                                                     | 881                                                     | 754                                                     | 662                                                     |